# Kanton Baie-Mahault
Kanton Baie-Mahault is voormalig een kanton van het Franse departement Guadeloupe. Kanton Baie-Mahault maakte deel uit van het arrondissement Basse-Terre en telde 21 580 inwoners (1999).
In 2015 werden het kanton gesplitst in Baie-Mahault-1 en Baie-Mahault-2.

## Gemeenten
Het kanton Baie-Mahault omvatte de volgende gemeenten:
- Baie-Mahault